# خوسيه أنطونيو فيليز
خوسيه أنطونيو فيليز (بالإسبانية: José Antonio Vélez) (16 سبتمبر 1983 بطراغونة في إسبانيا - ) هو لاعب كرة قدم إسباني في مركز الدفاع. لعب مع خيمناستيك طركونة ونادي ألكويانو ونادي ريوس ديبورتيو ونادي أندورا لكرة القدم وMarino de Luanco ‏ وCF Pobla de Mafumet ‏ ونادي كورنيا ونادي سان أندرو.

## وصلات خارجية
- خوسيه أنطونيو فيليز على موقع قاعدة بيانات كرة القدم.إي يو (الإنجليزية)
- خوسيه أنطونيو فيليز على موقع Soccerway.com (الإنجليزية)